# ناحیه باتنه
ناحیه باتنه (به عربی: دائرة باتنة) یک ناحیه در الجزایر است که در استان باتنه واقع شده‌است.